# (5597) Warren
(5597) Warren es un asteroide perteneciente al cinturón de asteroides descubierto el 5 de agosto de 1991 por Henry E. Holt desde el Observatorio del Monte Palomar, Estados Unidos.

## Designación y nombre
Designado provisionalmente como 1991 PC13. Fue nombrado Warren en honor a Jeffery Warren, ingeniero óptico en el Laboratorio de Física Aplicada de la Universidad Johns Hopkins. Fue responsable del diseño, fabricación y operación de un importante instrumento en la nave espacial NEAR, el espectrómetro de infrarrojo cercano (NIS). La investigación de NIS representa el primer mapeo de la superficie de un planeta menor desde la órbita.

## Características orbitales
Warren está situado a una distancia media del Sol de 2,445 ua, pudiendo alejarse hasta 2,956 ua y acercarse hasta 1,934 ua. Su excentricidad es 0,208 y la inclinación orbital 4,557 grados. Emplea 1396,77 días en completar una órbita alrededor del Sol.

## Características físicas
La magnitud absoluta de Warren es 13,4. Tiene 4,008 km de diámetro y su albedo se estima en 0,481. 